# 訃報 2021年6月
訃報 2021年6月（ふほう 2021ねん6がつ）では、2021年6月に物故した、又は物故が報じられた人物について纏める。

## 1日 - 15日

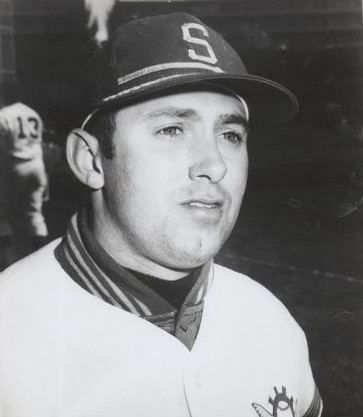
マイク・マーシャル／6月1日没

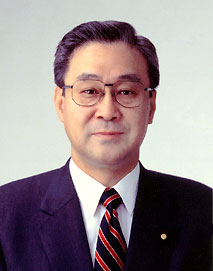
山崎力／6月2日没

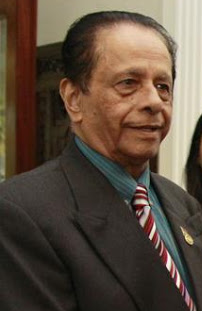
アヌルード・ジュグノート／6月3日没

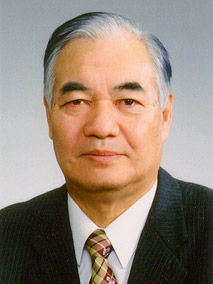
谷津義男／6月3日没

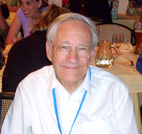
リヒャルト・R・エルンスト／6月4日没

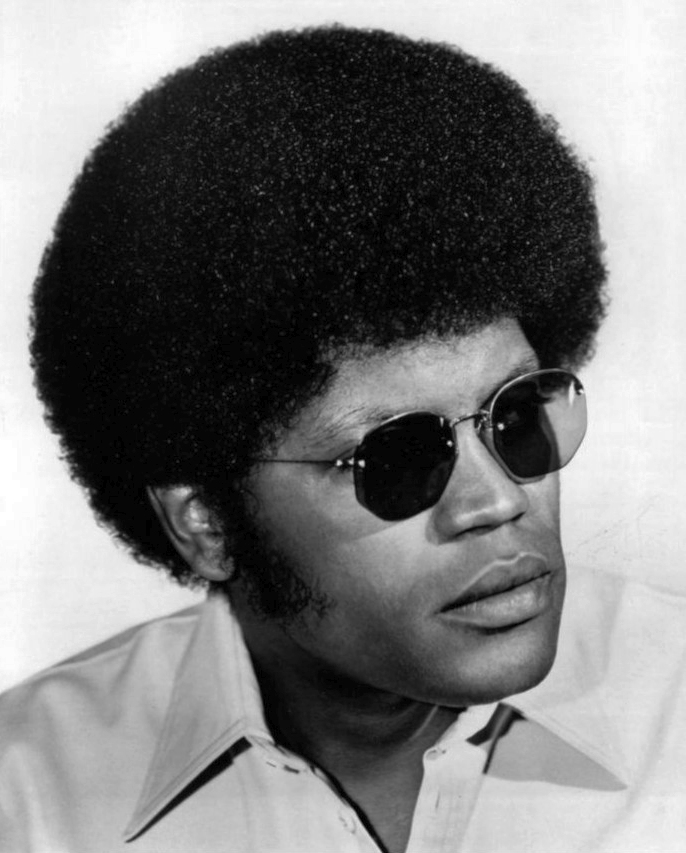
クラレンス・ウィリアムズ3世／6月4日没

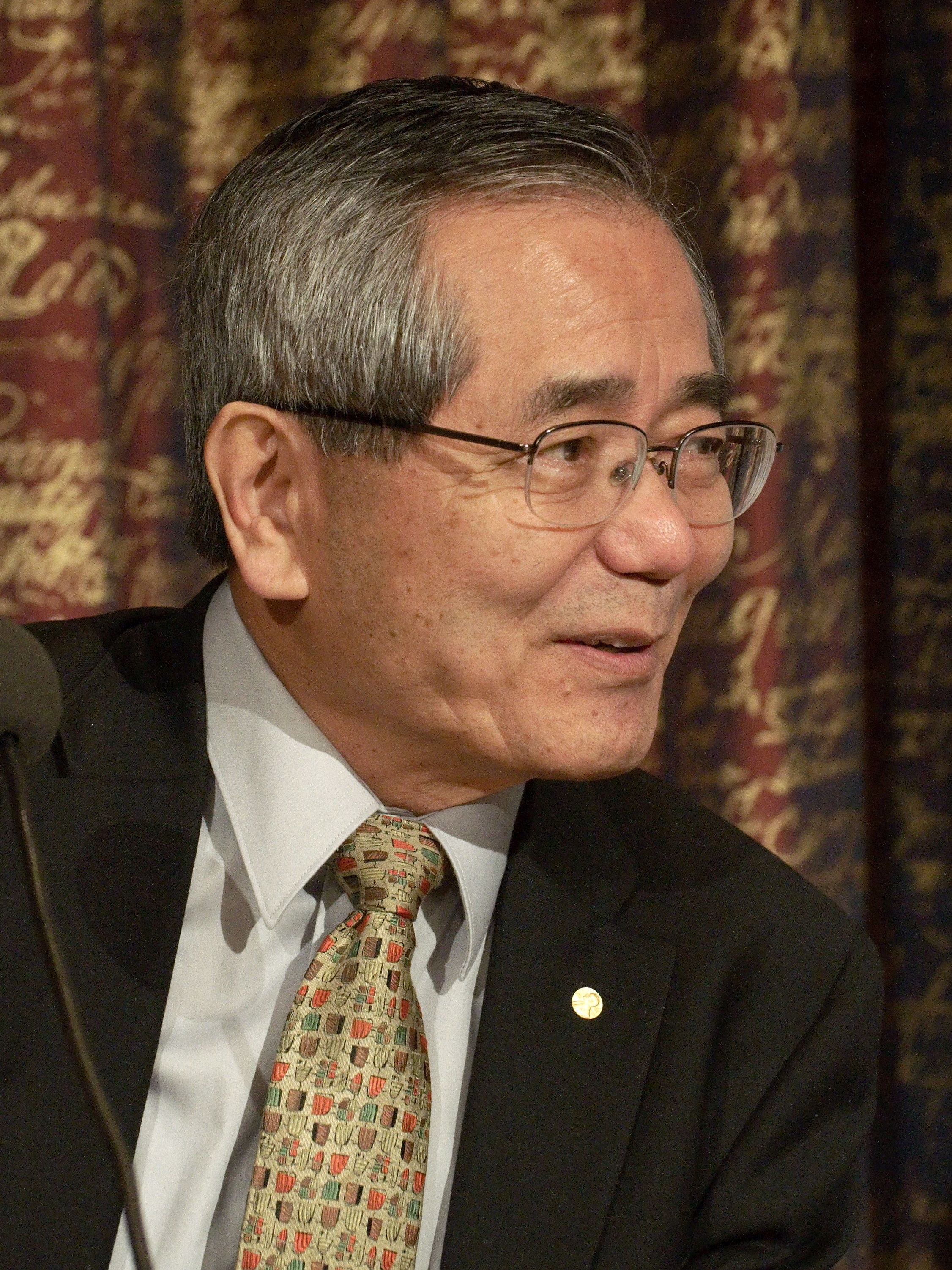
根岸英一／6月6日没

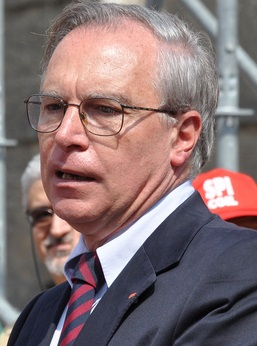
グリエルモ・エピファーニ／6月7日没

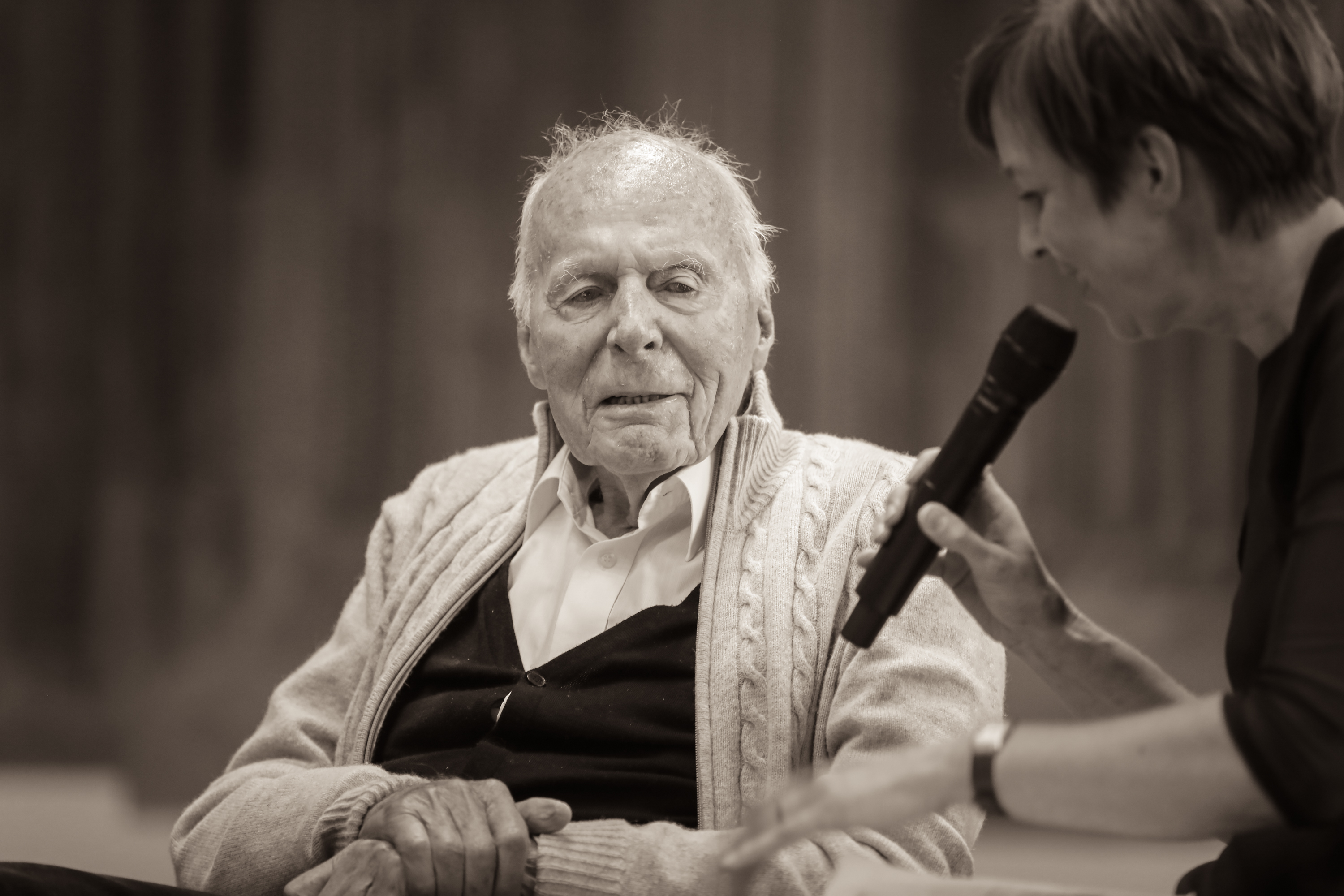
ゴットフリート・ベーム／6月9日没

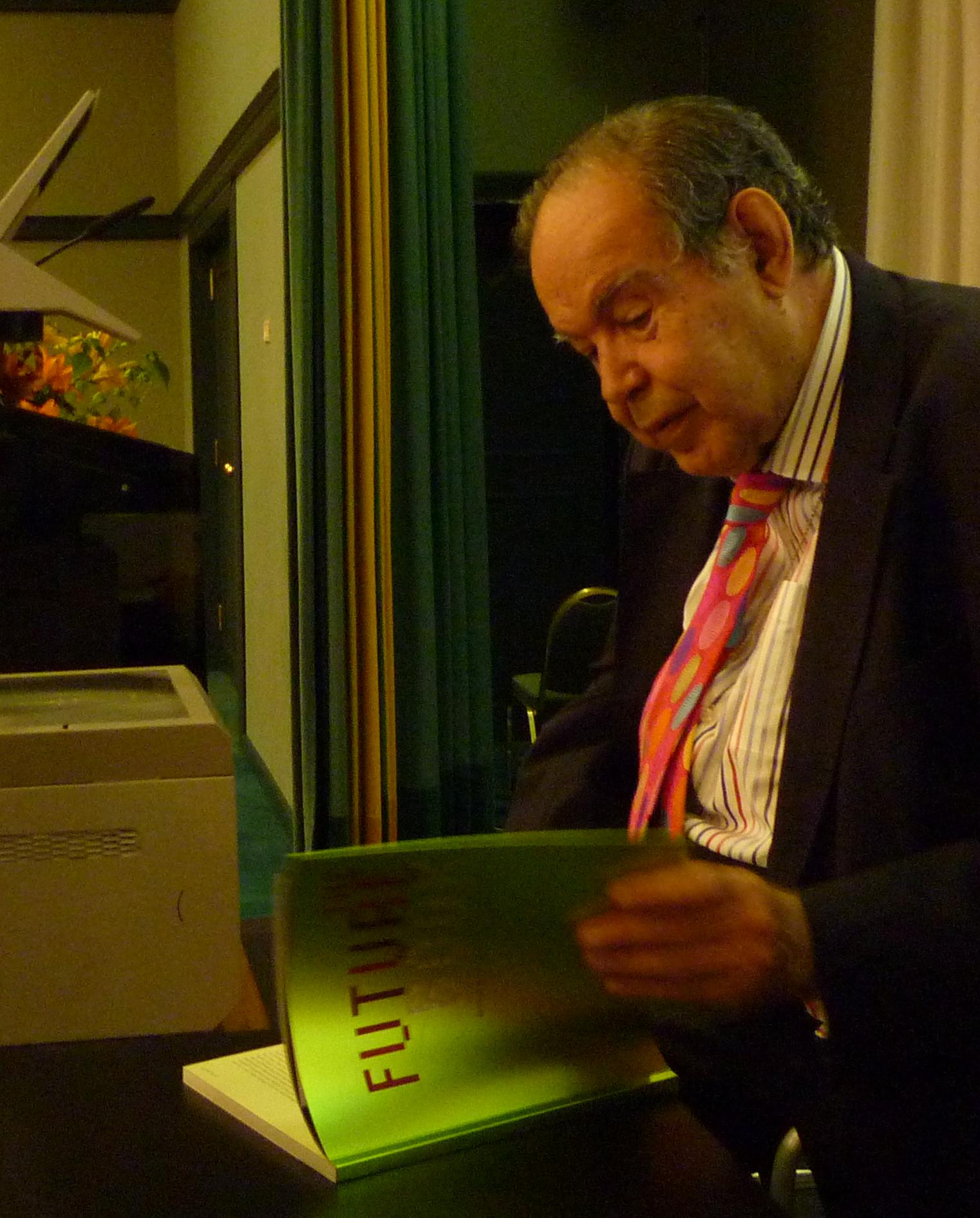
エドワード・デボノ／6月9日没

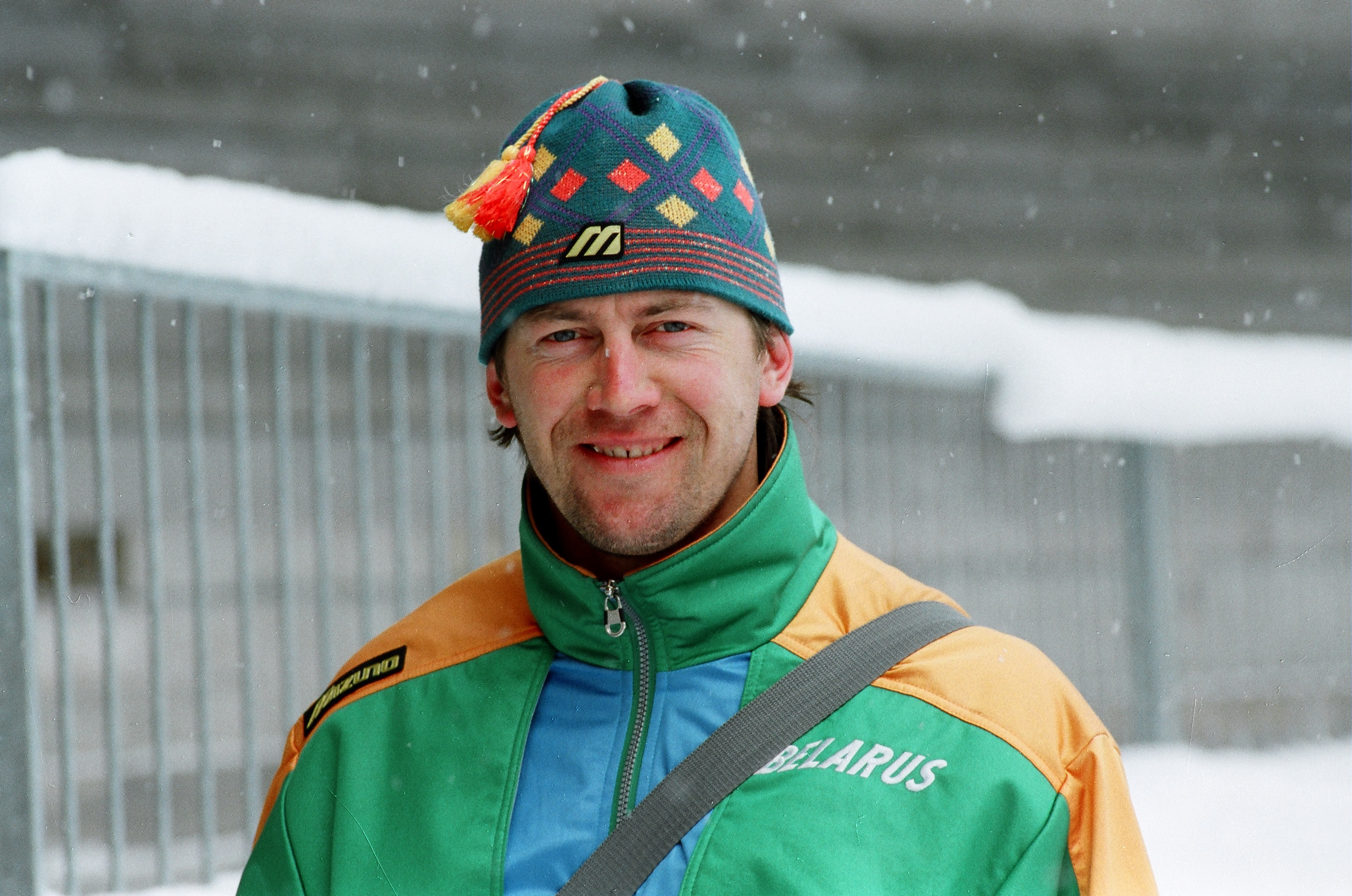
イーゴリ・ゼレゾフスキー／6月12日没

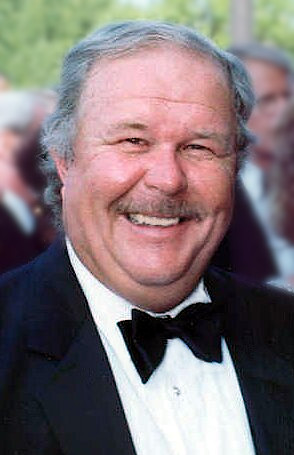
ネッド・ビーティ／6月13日没

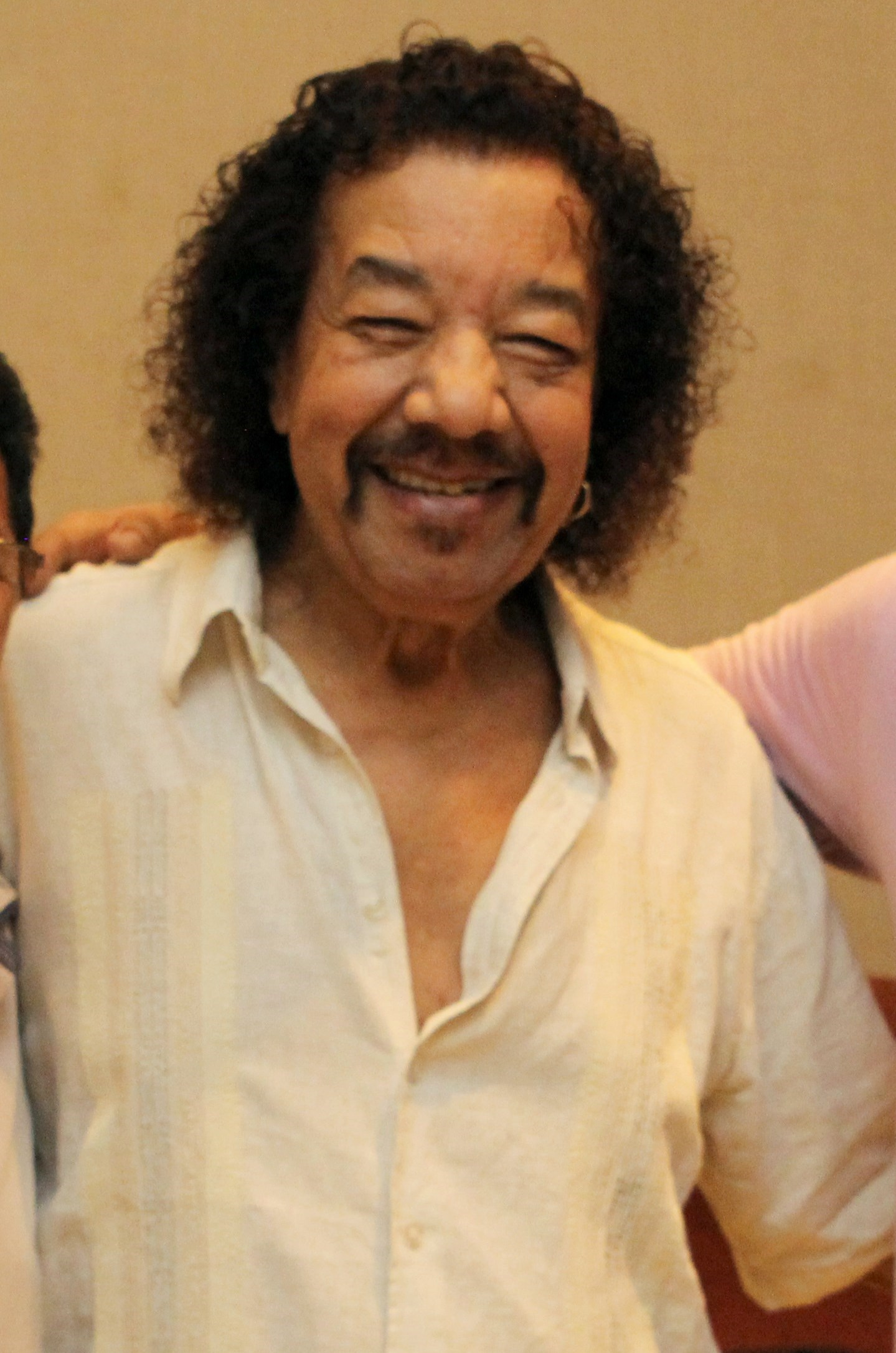
ラウル・ジ・スーザ／6月13日没

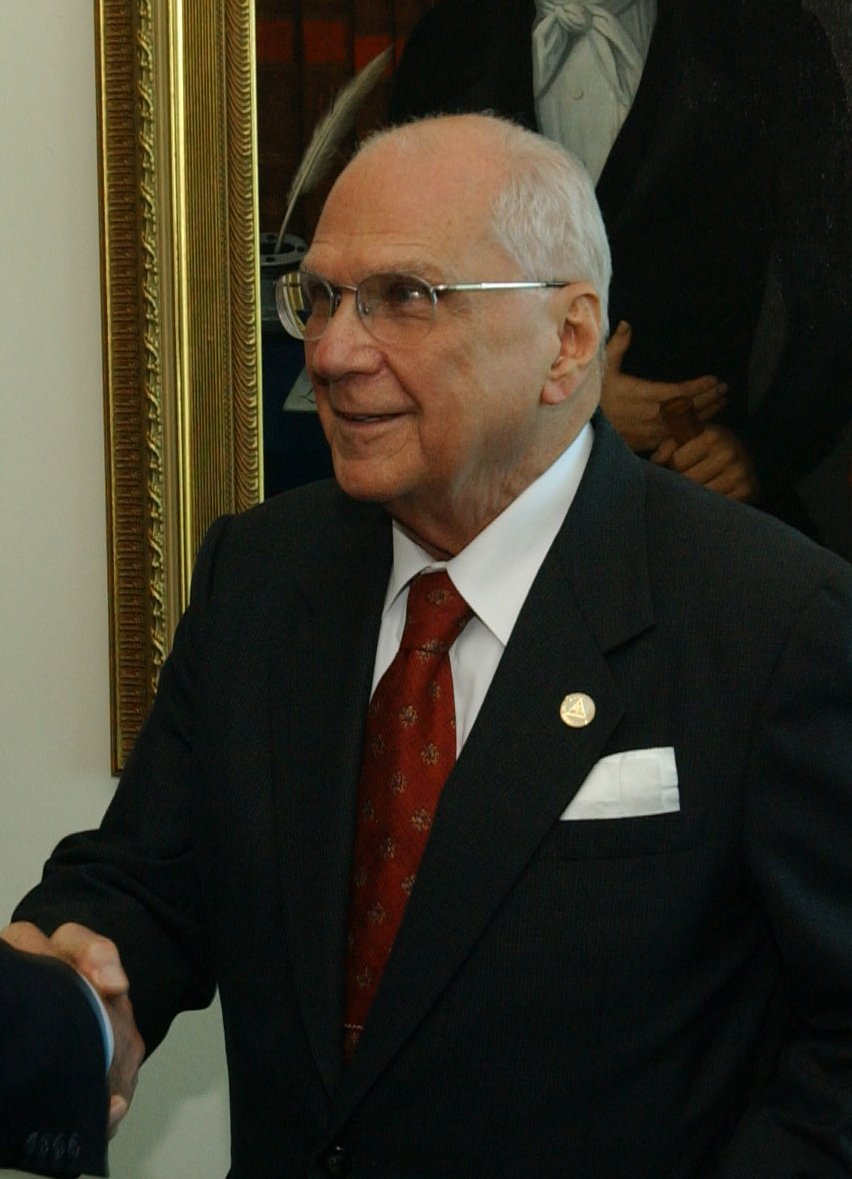
エンリケ・ボラーニョス／6月14日没

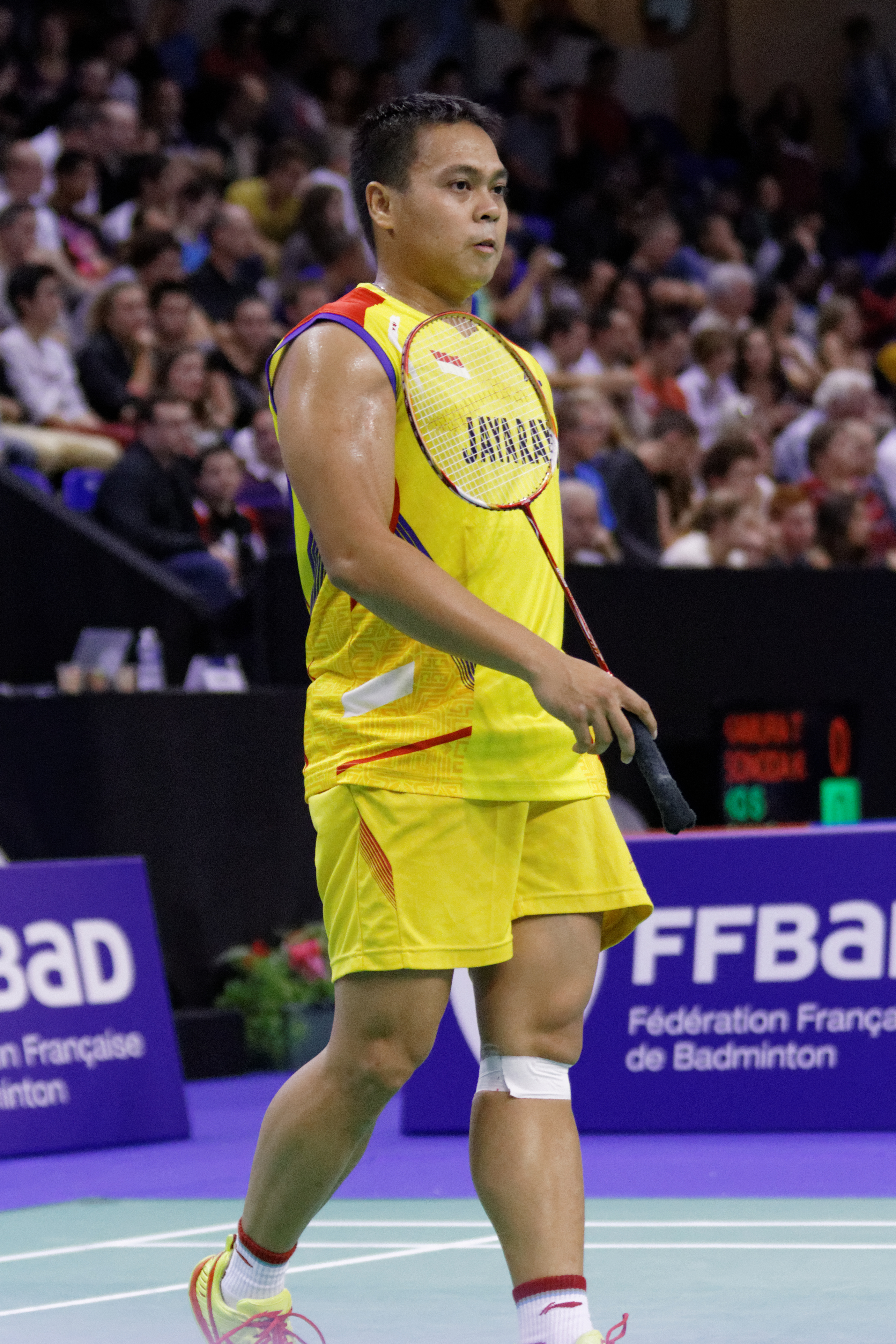
マルキス・キド／6月14日没

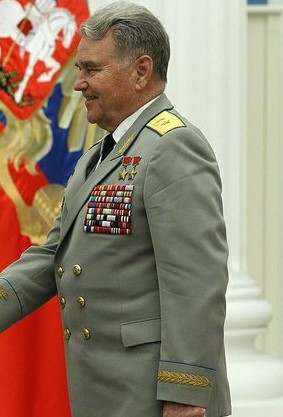
ウラジーミル・シャタロフ／6月15日没

- 6月1日 - 大村平、日本の著述家、元航空幕僚長（* 1930年）[1]
- 6月1日 - 森本正夫、日本の経済学者、学園経営者、学校法人北海学園理事長、北海商科大学学長（* 1931年）[2]
- 6月1日 - アオスタ公アメデーオ、イタリア王国の旧王族、クロアチア王トミスラヴ2世の長男（* 1943年）[3]
- 6月1日 - マイク・マーシャル、アメリカ合衆国の元MLB選手【ロサンゼルス・ドジャース、ミネソタ・ツインズなどに所属】（* 1943年）[4]
- 6月1日 - 五十嵐茂樹、日本の実業家、元カッパ・クリエイト社長（* 1954年）[5]
- 6月2日 - 石田雄、日本の政治学者。東京大学名誉教授（* 1923年）[6]
- 6月2日 - 中村稔、日本の元プロ野球選手【読売ジャイアンツ所属】・指導者（* 1938年）[7]
- 6月2日 - 山崎力、日本の政治家、元参議院議員【新進党・改革クラブ・自由民主党所属】（* 1947年）[8]
- 6月3日 - 石田治夫、日本の実業家、元武蔵野銀行頭取（* 1919年）[9]
- 6月3日 - アヌルード・ジュグノート、モーリシャスの政治家、第2・4・7代首相、第4代大統領（* 1930年）[10]
- 6月3日 - 細井三男、日本の洋画家、愛知教育大学名誉教授（* 1930年）[11]
- 6月3日 - 谷津義男、日本の政治家、元衆議院議員【自由民主党所属】、第31-32代農林水産大臣（* 1934年）[12]
- 6月3日 - ベネディクト・アントニオ・アンジェリ、ブラジルの元サッカー選手・指導者、元柏レイソル、清水エスパルス監督（* 1939年）[13]
- 6月3日 - アーニー・ライヴリー、アメリカ合衆国の俳優（* 1947年）[14]
- 6月3日 - 辛明、中華人民共和国の俳優（* 1950年）[15]
- 6月3日 - ティム・トルマン（英語版）、アメリカ合衆国の元MLB選手、指導者【ヒューストン・アストロズなどに所属】（* 1956年）[16]
- 6月3日 - アラン・ミラー（英語版）、イギリスの元サッカー選手（* 1970年）[17]
- 6月4日 - ダビト・ドゥシュマン（英語版）、自由都市ダンツィヒ出身の元赤軍軍人、元フェンシング選手・指導者（* 1923年）[18]
- 6月4日 - 池谷淳、日本の政治家、元静岡県下田市長（* 1932年）[19]
- 6月4日 - リヒャルト・R・エルンスト、スイスの化学者、ノーベル化学賞受賞者（* 1933年）[20][21]
- 6月4日 - クラレンス・ウィリアムズ3世、アメリカ合衆国の俳優（* 1939年）[22]
- 6月4日 - 小倉敏雄、日本の政治家、元茨城県下妻市長（* 1940年?）[23]
- 6月4日 - 西脇英夫、日本の映画評論家（* 1943年）[24]
- 6月4日 - 清元美治郎、日本の三味線奏者、清元節三味線方（* 1945年）[25]
- 6月4日 - 高松邦男、日本の元競馬調教師【元日本中央競馬会所属】（* 1948年）[26]
- 6月4日 - 高橋一郎、日本の映画監督（* 1954年）[27]
- 6月5日 - 風岡裕子、日本のピアニスト（* 1924年）[28]
- 6月5日 - 西野皓三、日本の振付師、西野バレエ団創始者（* 1926年）[29]
- 6月5日 - フィリップ・クアトット（英語版）、フランス出身のアメリカ合衆国の実業家、クオリスCEO兼会長（* 1944年）[30]
- 6月5日 - ギャレン・ヤング、アメリカ合衆国の元バスケットボール選手・指導者（* 1975年）[31]
- 6月6日 - 荒川克郎、日本のジャーナリスト、実業家、元神戸新聞社・デイリースポーツ社社長（* 1925年）[32]
- 6月6日 - 兼田照子、日本の被服構成学者、比治山大学短期大学部名誉教授（* 1927年?）[33]
- 6月6日 - 茂木清夫、日本の地震学者、火山学者、東京大学名誉教授、元地震予知連絡会会長（* 1929年）[34]
- 6月6日 - 根岸英一、日本の化学者、2010年ノーベル化学賞受賞者、パデュー大学特別教授（* 1935年）[35]
- 6月6日 - レヴァス・ガブリアゼ（英語版）、ジョージアの脚本家、作家、人形作家（* 1936年）[36]
- 6月6日 - マンスール・オジェ、シリア出身のサウジアラビアの実業家、テクニーク・ダバンギャルドCEO（* 1952年）[37]
- 6月6日 - 山口雄也、日本の大学院生、闘病記著者（* 1997年）[38]
- 6月7日 - 大竹利典、日本の武道家、元天真正伝香取神道流師範（* 1926年）[39]
- 6月7日 - 蘇毅然、中華人民共和国の政治家、元山東省人民政府省長・山東省委員会書記・中央顧問委員会委員（* 1918年）[40]
- 6月7日 - 林周二、日本の商学者、経営学者、統計学者、東京大学・静岡県立大学名誉教授（* 1926年）[41]
- 6月7日 - アリー・アクバル・モフタシャミープール（英語版）、イランのシーア派聖職者、元内務大臣・駐シリア大使、ヒズボラ創設者の1人（* 1947年）[42]
- 6月7日 - 俵義文、日本の評論家、社会運動家（* 1947年）[43]
- 6月7日 - グリエルモ・エピファーニ、イタリアの政治家、労働運動家、代議院議員、元民主党書記長（* 1950年）[44]
- 6月7日 - ディキシー・ダンセクール（英語版）、ベルギーの探検家（* 1962年）[45]
- 6月7日 - 柳想鐵、韓国の元サッカー選手・指導者、元同国代表（* 1971年）[46]
- 6月8日 - 小川辰男、日本の実業家、元中部日本放送常務（* 1928年または1929年）[47][48]
- 6月8日 - 渡辺滉、日本の銀行家、元三和銀行（現三菱UFJ銀行）頭取（* 1930年）[49]
- 6月8日 - ディーン・パリシュ（英語版）、アメリカ合衆国のソウルミュージックシンガー（* 1942年）[50]
- 6月9日 - ゴットフリート・ベーム、ドイツの建築家（* 1920年）[51]
- 6月9日 - エドワード・デボノ、マルタの心理学者（* 1933年）[52]
- 6月9日 - リブシェ・サフランコヴァ（英語版）、チェコの女優（* 1953年）[53]
- 6月9日 - フランク・ロブマン（英語版）、スリナム出身のオランダの元キックボクサー（* 1953年）[54]
- 6月9日 - ヴァレンティナ・シドロヴァ（英語版）、ロシアの元フェンシング選手、1976年モントリオールオリンピック女子フルーレ団体金メダリスト（* 1954年）[55]
- 6月9日 - ジオゴ・コヘア・デ・オリベイラ、ブラジルの元サッカー選手（*1983年）[56]
- 6月10日 - 松井信夫、日本の医学者、名古屋大学名誉教授（* 1929年?）[57]
- 6月10日 - 保木将夫、日本の実業家、美術収集家、ホギメディカル創業者（* 1932年?）[58]
- 6月10日 - 金子泰三、日本のピアニスト、元郡山女子大学短期大学部音楽科主任教授（* 1940年?）[59]
- 6月10日 - 尾崎俊治、日本の工学者、広島大学名誉教授（* 1942年）[60]
- 6月10日 - 工藤正、日本の実業家。元みずほ銀行頭取（* 1943年）[61]
- 6月11日 - ギィ・フォワシィ、フランスの劇作家（* 1932年）[62]
- 6月11日 - 張左己、中華人民共和国の政治家、元労働社会保障部部長・黒竜江省人民政府省長・中国人民政治協商会議全国委員会経済委員会主任委員（* 1945年）[63]
- 6月11日 - ルシンダ・ライリー（英語版）、北アイルランドの元女優、小説家（* 1966年）[64]
- 6月12日 - 姜徳相、朝鮮出身の歴史学者、滋賀県立大学名誉教授（* 1932年）[65]
- 6月12日 - マッドキャット・グラント（英語版）、アメリカ合衆国の元MLB投手【クリーブランド・インディアンス、ミネソタ・ツインズほか所属】（* 1935年）[66]
- 6月12日 - アナトリー・チュカノフ（英語版）、ロシアの元自転車競技選手、1976年モントリオールオリンピックチームタイムトライアル金メダリスト（* 1954年）[67]
- 6月12日 - イム・ジホ（朝鮮語版）、韓国の料理研究家（* 1956年）[68]
- 6月12日 - イーゴリ・ゼレゾフスキー、ベラルーシの元スピードスケート選手、1994年リレハンメルオリンピック1000m銀メダリスト（* 1963年）[69]
- 6月13日 - ラウル・ジ・スーザ、ブラジルのトロンボーン奏者（* 1934年）[70]
- 6月13日 - ネッド・ビーティ、アメリカ合衆国の俳優（* 1937年）[71]
- 6月13日 - ジオンガカ・チャナ（英語版）、インドの宗教指導者（* 1945年）[72]
- 6月14日 - 王秋華（中国語版）、台湾の建築家（* 1925年）[73]
- 6月14日 - エンリケ・ボラーニョス、ニカラグアの政治家、第47代大統領（* 1928年）[74]
- 6月14日 - 今井芳男、日本の銀行家、元びわこ銀行（現関西みらい銀行）頭取（* 1929年?）[75]
- 6月14日 - 藤井健、日本の銀行家、元元三井信託銀行（現三井住友信託銀行）社長（* 1931年?）[76]
- 6月14日 - 高橋伍郎、日本の体育学者、筑波大学名誉教授（* 1937年）[77]
- 6月14日 - リサ・ベインズ（英語版）、アメリカ合衆国の女優（* 1955年）[78]
- 6月14日 - マルキス・キド、インドネシアのバドミントン選手、2008年北京オリンピックダブルス金メダリスト、2007年世界バドミントン選手権大会ダブルス金メダリスト（* 1984年）[79]
- 6月15日 - ウラジーミル・シャタロフ、ロシアの軍人、宇宙飛行士、ソ連邦英雄（* 1927年）[80]
- 6月15日 - 春原剛、日本のジャーナリスト、日本経済新聞社専務執行役員（* 1961年）[81]

## 16日 - 30日

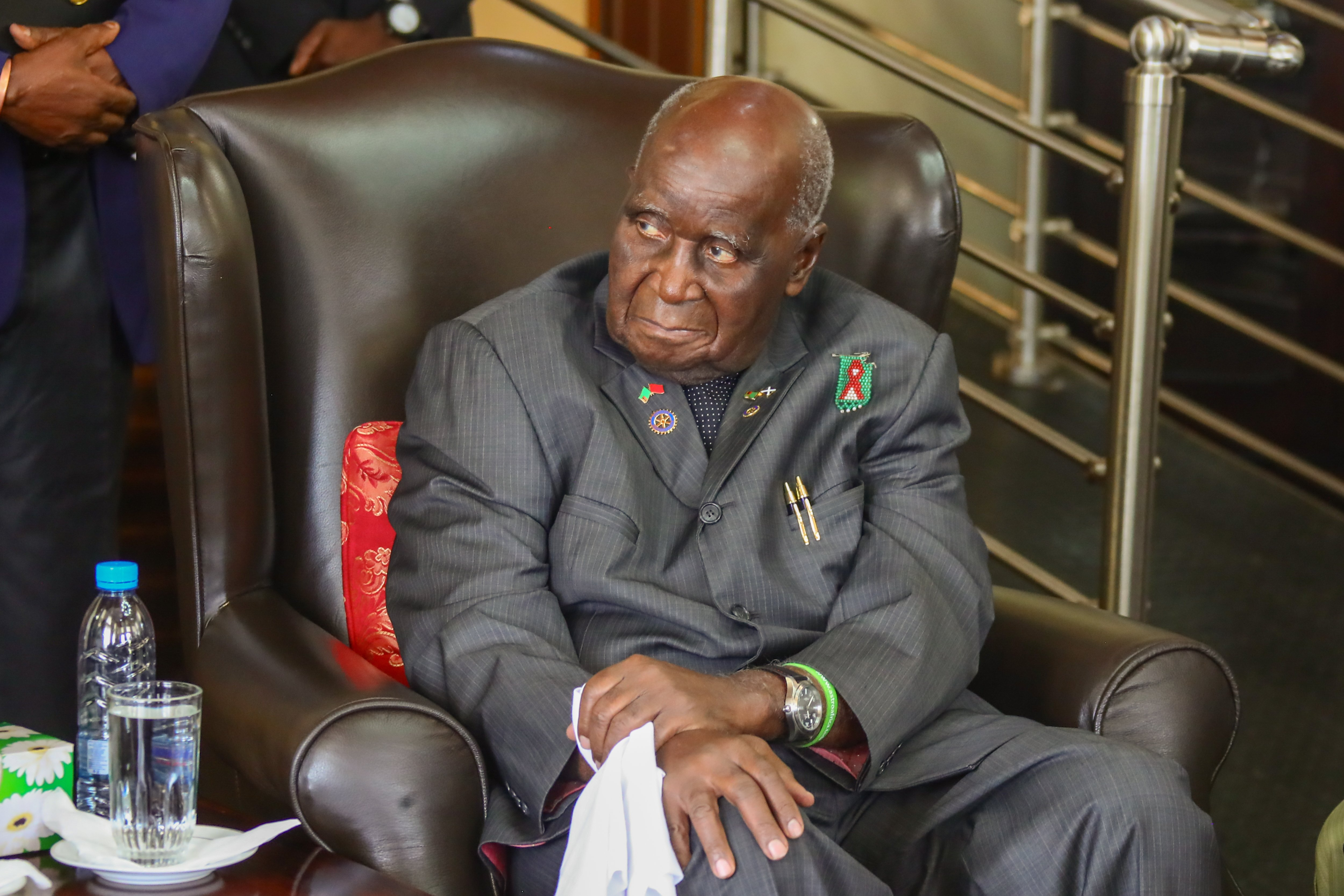
ケネス・カウンダ／6月17日没

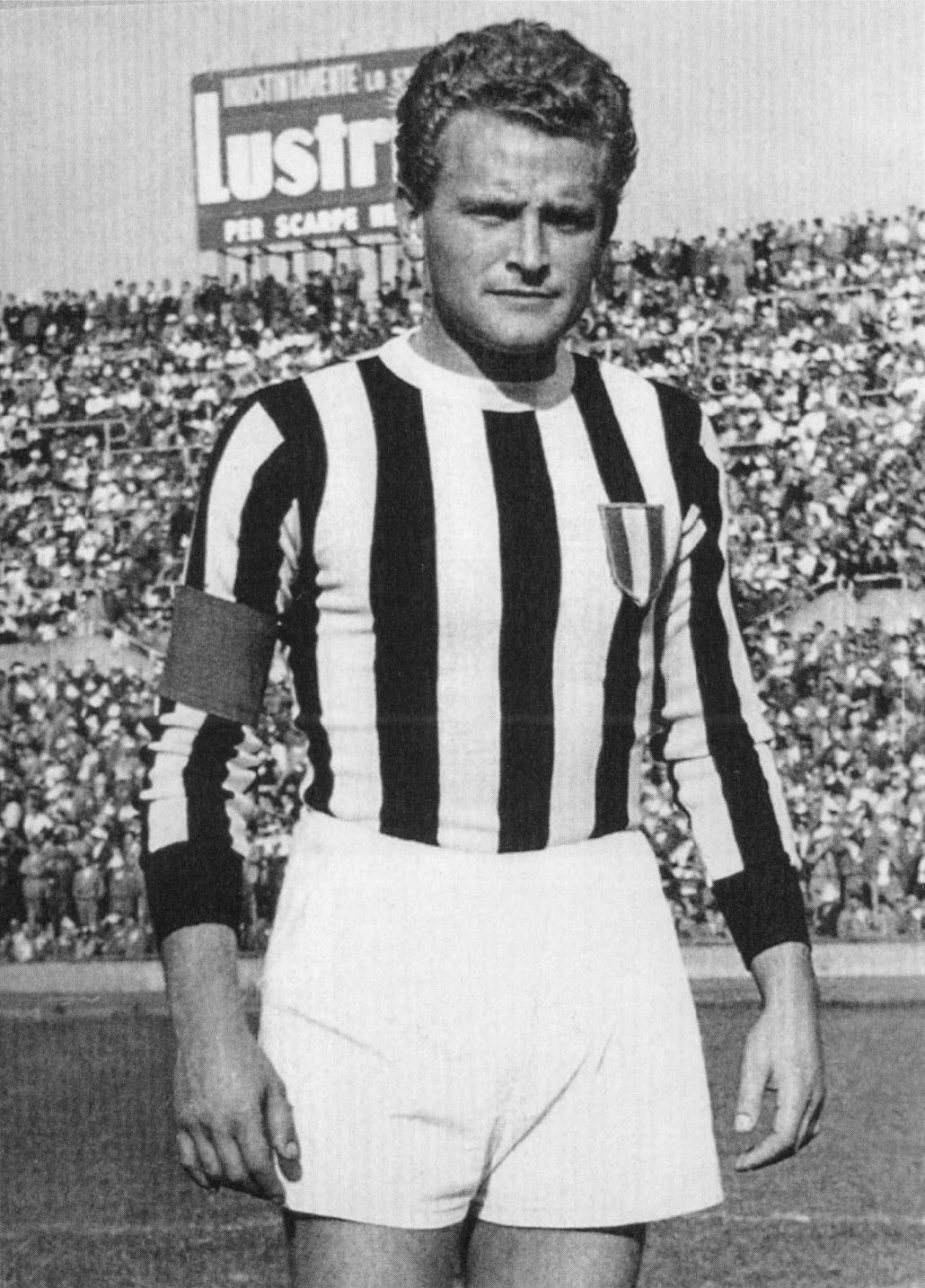
ジャンピエロ・ボニペルティ／6月18日没

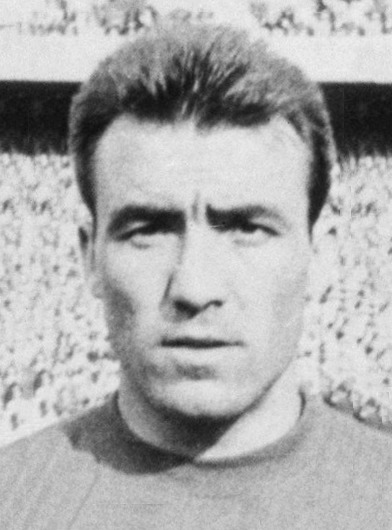
ルイス・デル・ソル／6月20日没

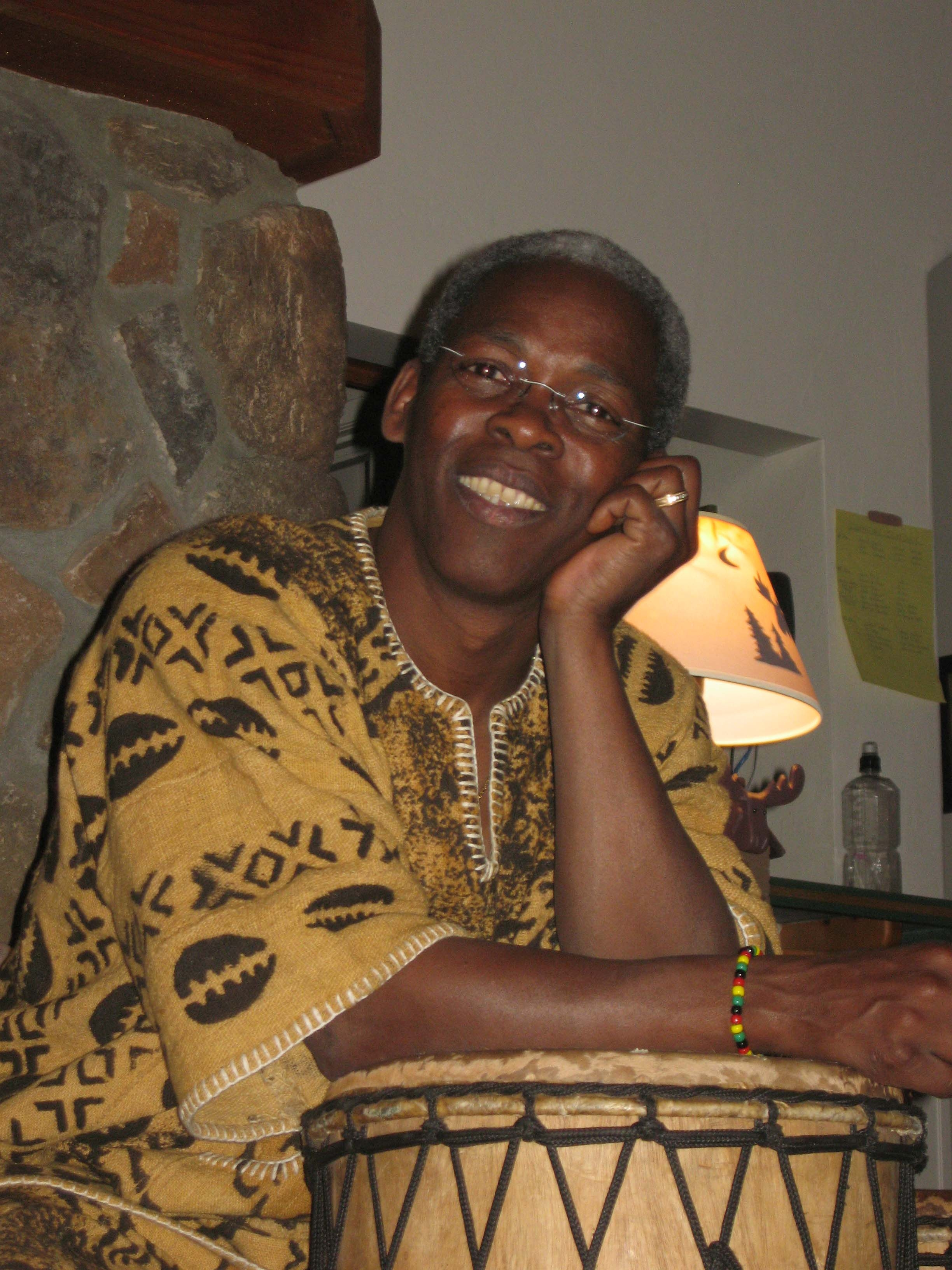
ママディ・ケイタ／6月21日没

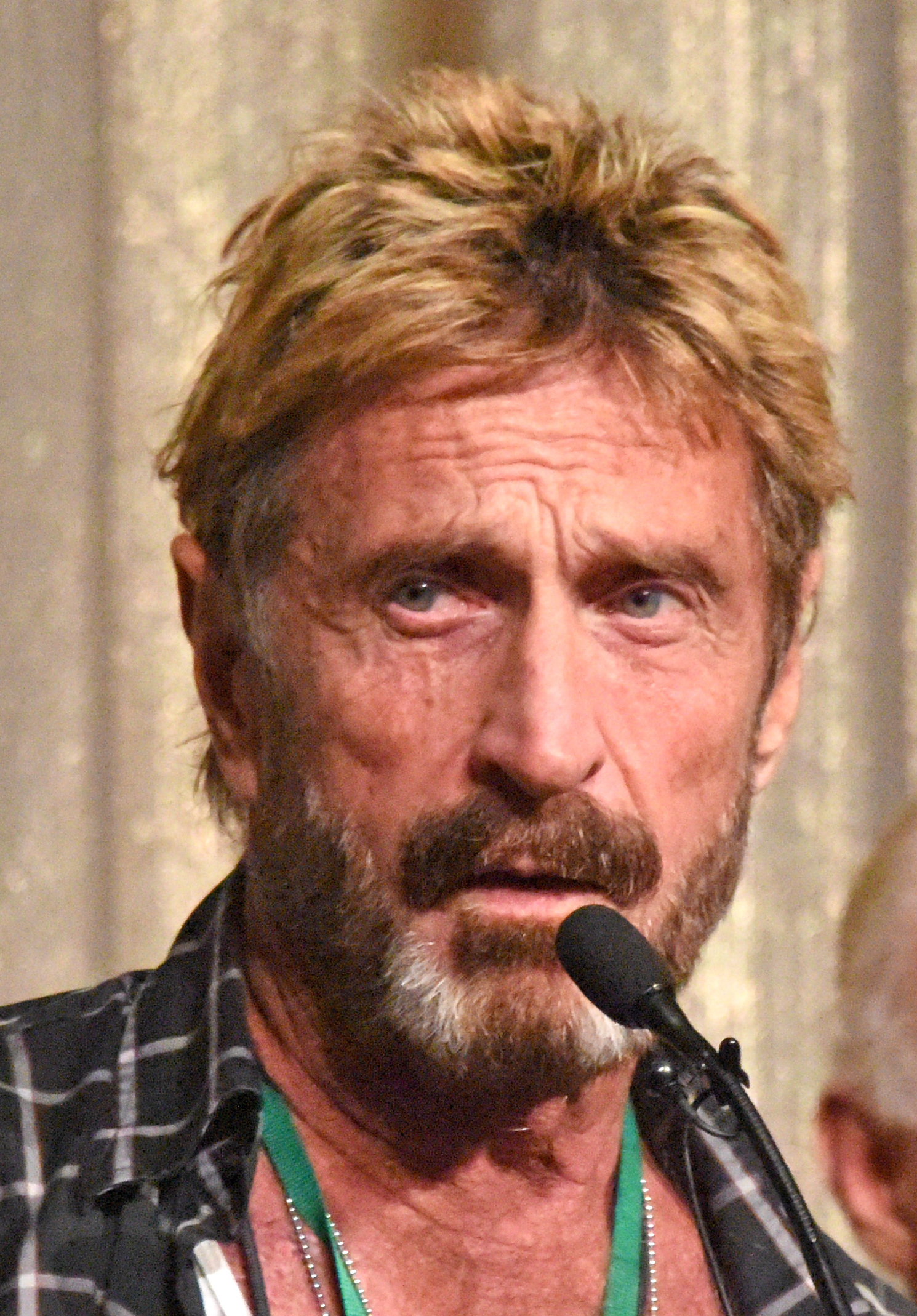
ジョン・マカフィー／6月23日没

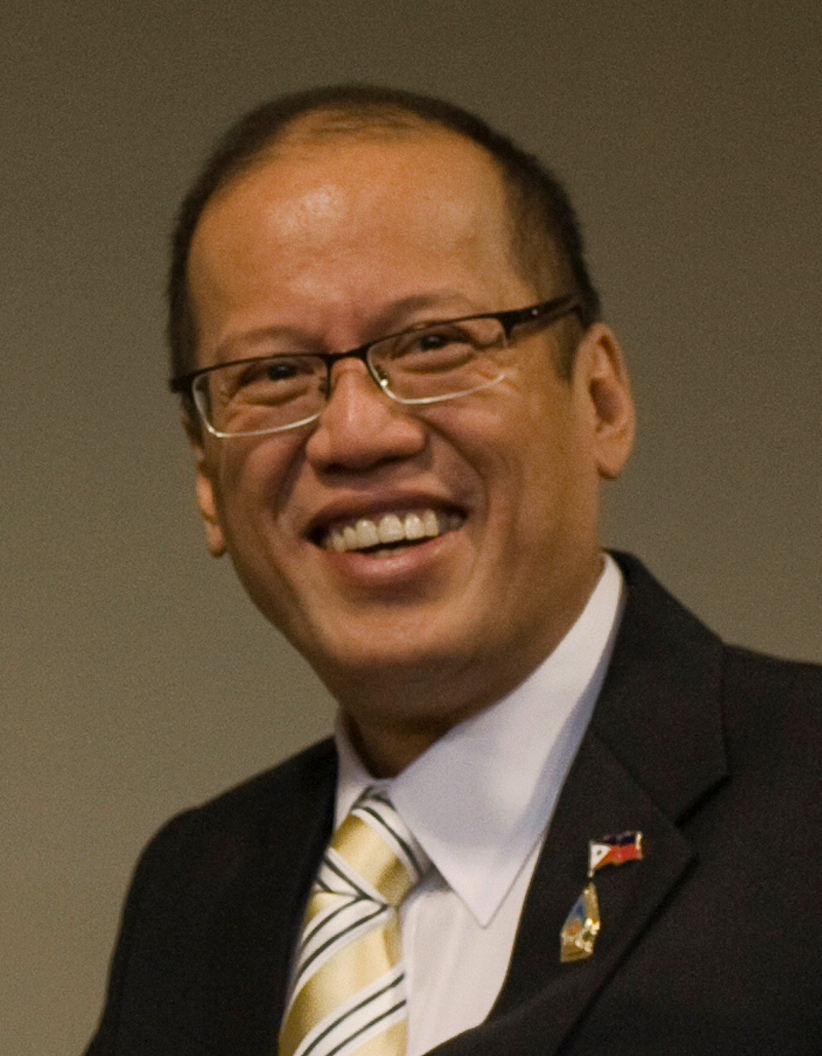
ベニグノ・アキノ3世／6月24日没

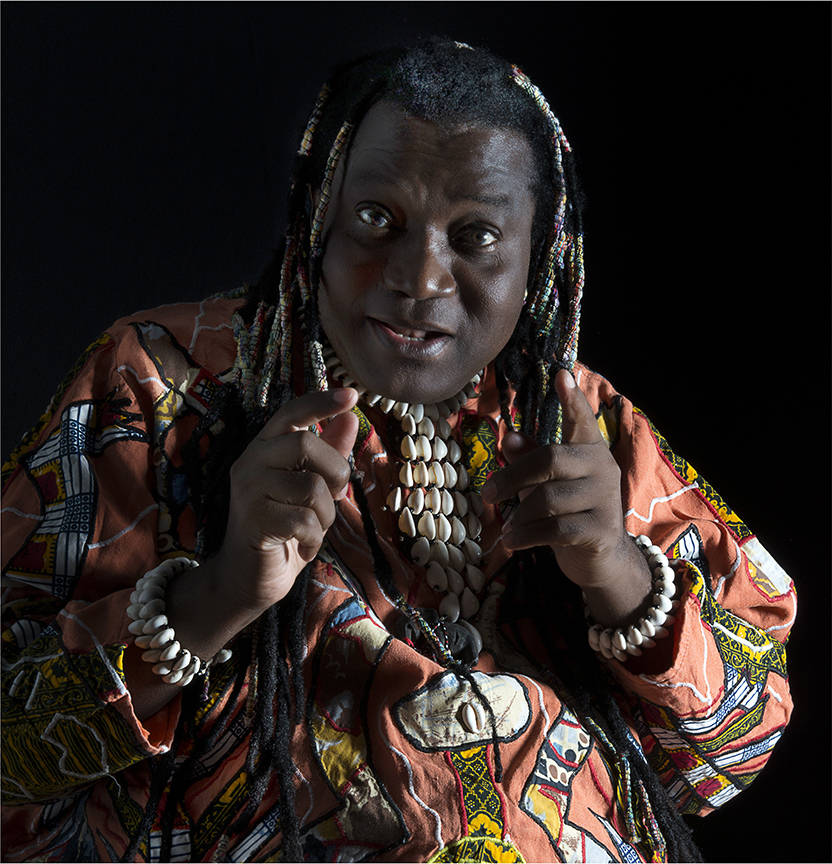
ウエス・マディコ／6月25日没

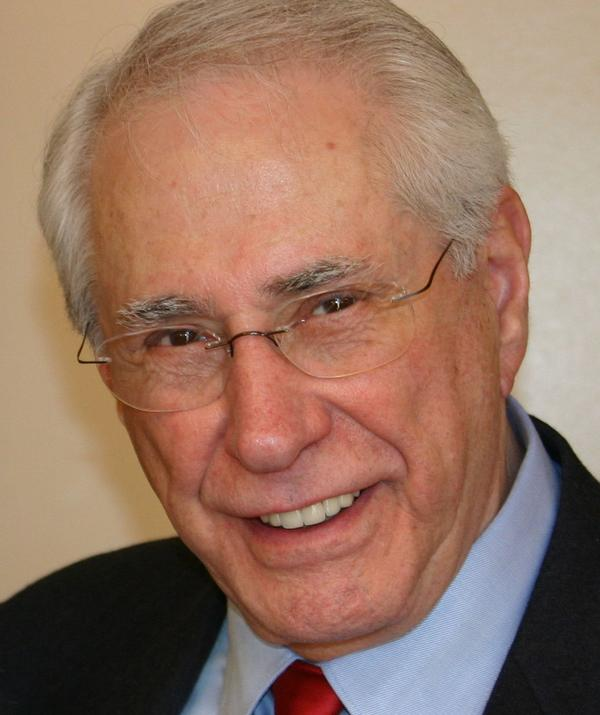
マイク・グラベル／6月26日没

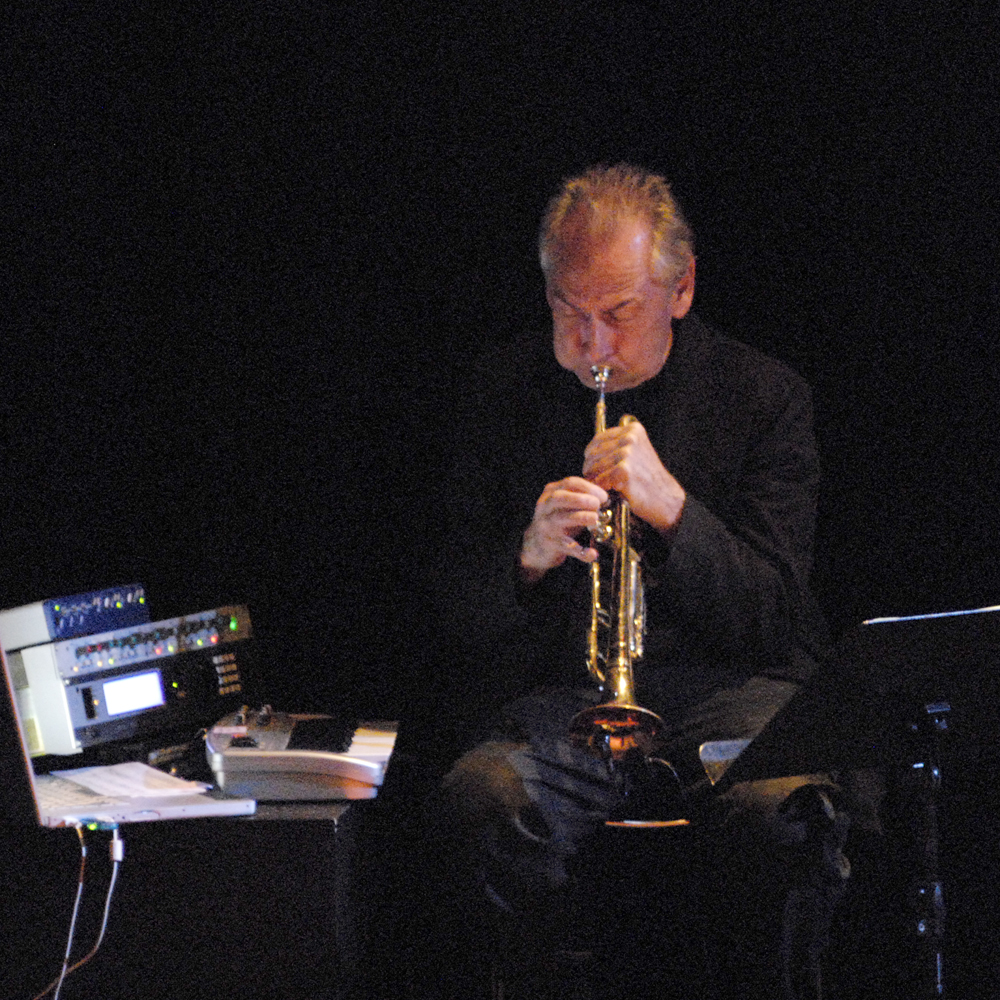
ジョン・ハッセル／6月26日没

フレデリック・ジェフスキー／6月26日没

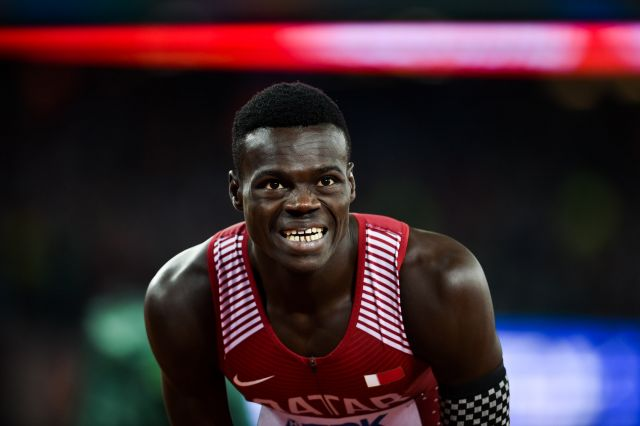
アブダレラ・ハルーン／6月26日没

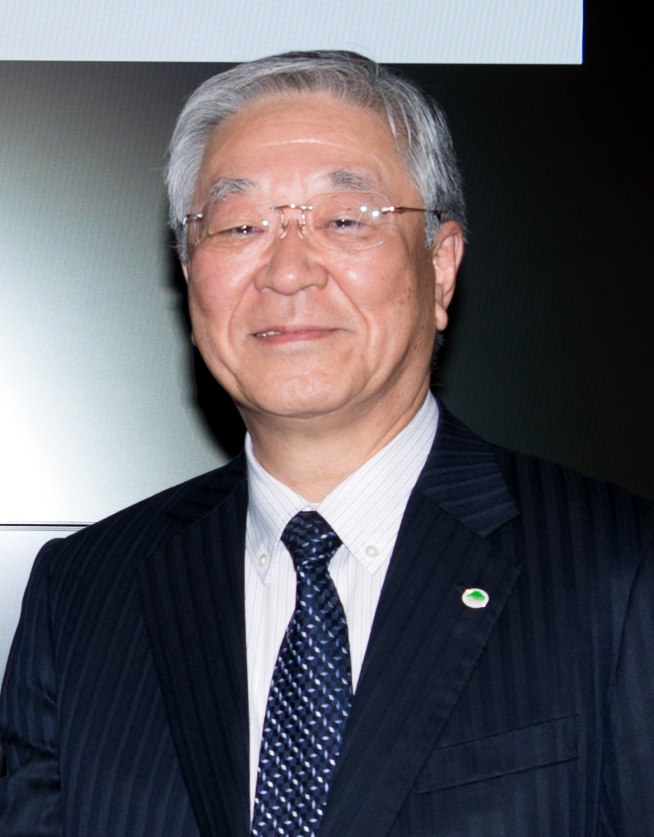
中西宏明／6月27日没

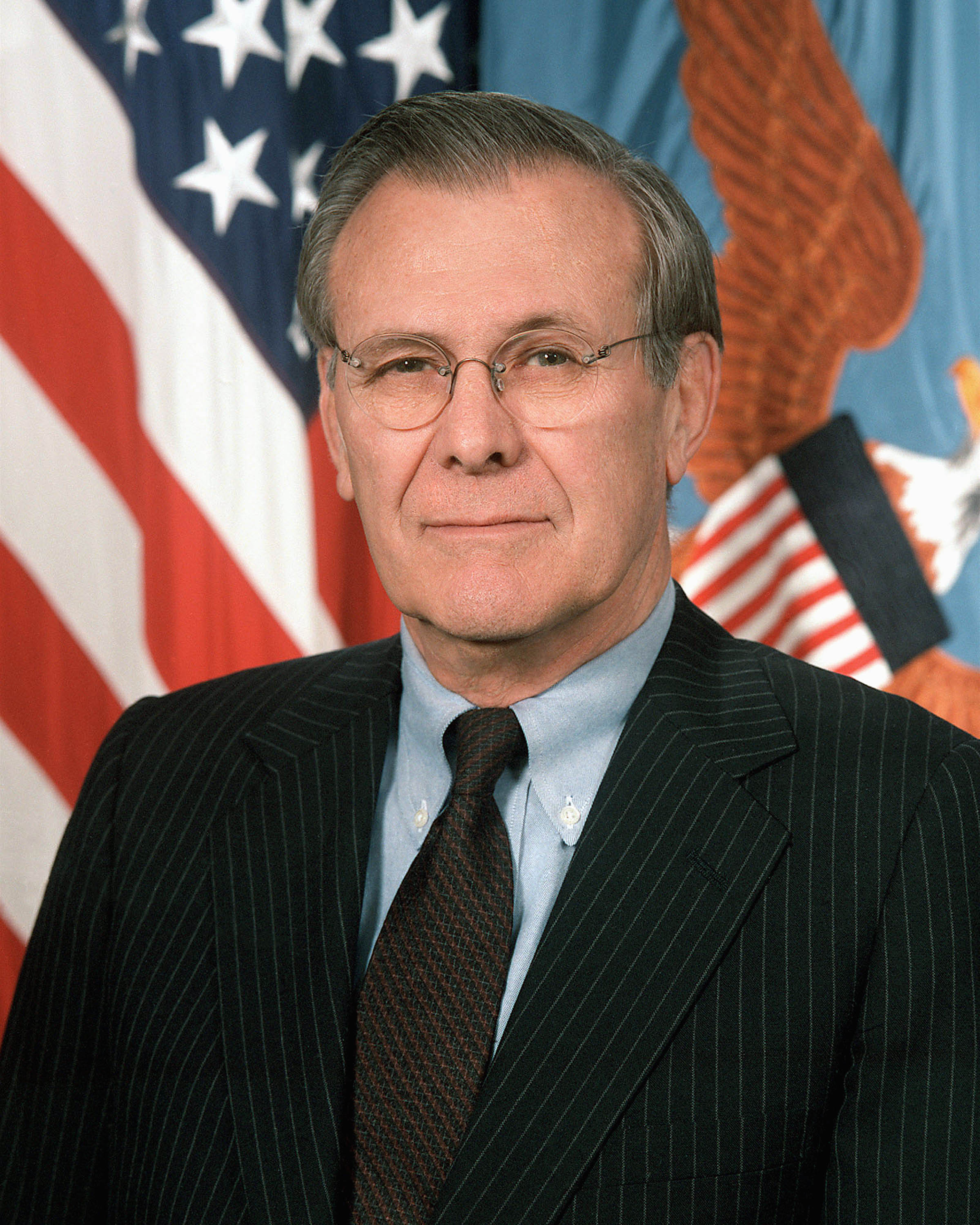
ドナルド・ラムズフェルド／6月29日没

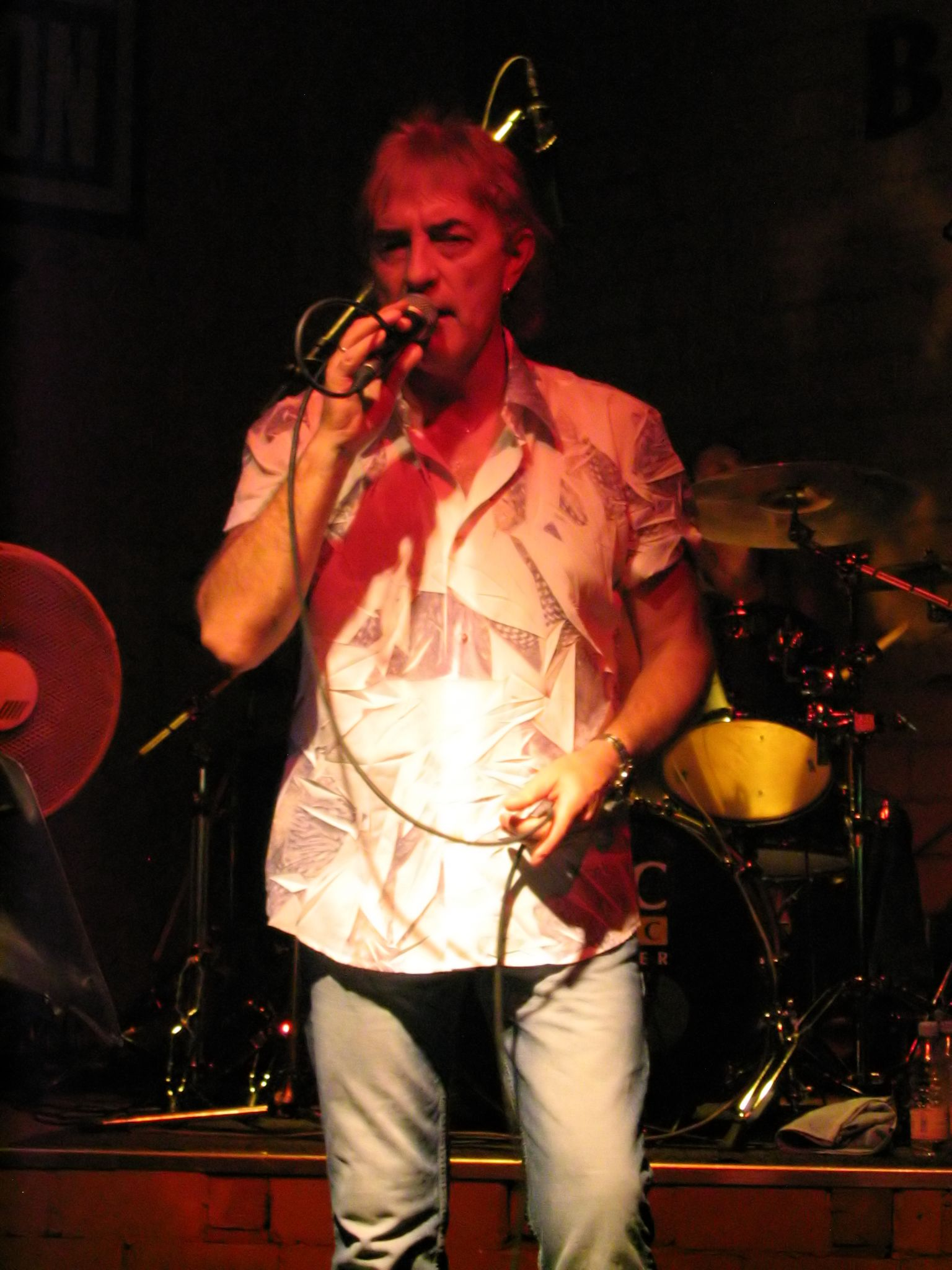
ジョン・ロートン／6月29日没

- 6月16日 - ヴァンス・トリンブル（英語版）、アメリカ合衆国のジャーナリスト、ピューリッツァー賞受賞者（* 1913年）[82]
- 6月16日 - 清水仁、日本の実業家、元東京急行電鉄（現東急）社長（* 1931年）[83]
- 6月16日 - 島田清隆、日本の実業家、元東リ社長（* 1933年?）[84]
- 6月16日 - 周慶峻（中国語版）、台湾の政治活動家、政治家、中華愛国同心会（中国語版）会長、中国民主進歩党主席（* 1943年）[85]
- 6月17日 - 許淵冲、中華人民共和国の翻訳家（* 1921年）[86]
- 6月17日 - ケネス・カウンダ、ザンビアの政治家、初代大統領（* 1924年）[87]
- 6月18日 - ジャンピエロ・ボニペルティ、イタリアの元サッカー選手・球団経営者、元同国代表、ユヴェントスFC名誉会長、元欧州議会議員（* 1928年）[88]
- 6月18日 - ミルカ・シン、インドの元陸上競技選手、著作家、1958年東京アジア大会200m・400m、1962年ジャカルタアジア大会400m・400mリレー金メダリスト、映画『ミルカ』のモデル（* 1929年）[89]
- 6月18日 - ジェラール・フロマンジェ（英語版）、フランスのビジュアルアーティスト（* 1939年）[90]
- 6月18日 - 寺内タケシ、日本のギタリスト、寺内タケシとバニーズ／寺内タケシとブルージーンズメンバー（* 1939年）[91]
- 6月18日 - 二神勝利、日本の実業家、元大王製紙社長（* 1945年）[92]
- 6月18日 - ギフト・オブ・ギャブ（英語版）、アメリカ合衆国のラッパー（* 1971年）[93]
- 6月19日 - 村木賢吉、日本の演歌歌手（* 1932年）[94]
- 6月19日 - 沢木和也、日本のアダルトビデオ俳優（* 1967年）[95]
- 6月20日 - ジョアン・リンヴィル（英語版）、アメリカ合衆国の女優（* 1928年）[96]
- 6月20日 - 大和岩雄、日本の実業家、古代史研究家（* 1928年）[97]
- 6月20日 - 井上義國、日本の実業家、元ダイキン副社長、元関西経済同友会代表幹事（* 1931年）[98]
- 6月20日 - ルイス・デル・ソル、スペインの元サッカー選手・指導者、元同国代表（* 1935年）[99]
- 6月20日 - 湯川英一、日本の実業家、元クオカード会長、元ビジネスエクステンション会長、元セガ専務執行役員（* 1943年）[100][101]
- 6月20日 - ジャンヌ・ラモン（英語版）、アメリカ合衆国出身のカナダのヴァイオリニスト、作曲家（* 1949年）[102]
- 6月20日 - ジャンナ・ロランディ（英語版）、アメリカ合衆国のソプラノ歌手（* 1952年）[103]
- 6月20日 - グレー、日本のイラストレーター（* 生年非公表）[104]
- 6月21日 - 和田繁、日本の実業家、元イズミヤ社長（* 1923年?）[105]
- 6月21日 - 原信夫、日本のジャズミュージシャン（* 1926年）[106]
- 6月21日 - 田中啓一、日本の政治家、元埼玉県蕨市長（* 1926年）[107]
- 6月21日 - 宮田章司、日本の漫談家（江戸売り声）、司会者（* 1933年）[108]
- 6月21日 - 池田昌富（英語版）、日本の武道家、元スイス合気会師範（* 1940年）[109]
- 6月21日 - 玉ノ富士茂、日本の元大相撲力士、年寄・13代片男波（* 1949年）[110]
- 6月21日 - ママディ・ケイタ、ギニアのジャンベ奏者（* 1950年）[111]
- 6月22日 - 桑原重夫、日本の牧師（* 1926年）[112]
- 6月22日 - ハンス・ドレヴァンツ、ドイツの指揮者（* 1929年）[113]
- 6月22日 - パトリシア・ライリー・ギフ（英語版）、アメリカ合衆国の児童文学作家（* 1935年）[114]
- 6月22日 - 李麗仙、日本の女優（* 1942年）[115]
- 6月22日 - 奥田建、日本の政治家、元衆議院議員【民主党所属】（* 1959年）[116]
- 6月23日 - ジョン・マカフィー、アメリカ合衆国のコンピュータプログラマ、マカフィー創業者（* 1945年）[117]
- 6月23日 - エレン・マキルウェイン（英語版）、アメリカ合衆国出身のカナダのシンガーソングライター、ミュージシャン（* 1945年）[118]
- 6月23日 - レネ・ロベール（英語版）、カナダのアイスホッケー選手【トロント・メープルリーフス、バッファロー・セイバーズほか所属】（* 1948年）[119]
- 6月23日 - メリッサ・コーツ（英語版）（スーパー・ジニー）、アメリカ合衆国の女子プロレスラー、ボディビルダー、女優（* 1971年）[120]
- 6月24日 - チャン・ティエン・キエム（英語版）、南ベトナムの政治家、軍人、第11代首相（* 1925年）[121]
- 6月24日 - オルガ・モイセーエワ（ロシア語版）、ロシアのバレエダンサー、ソ連人民芸術家（* 1928年）[122]
- 6月24日 - 山谷洋二、日本の畜産学者、広島大学名誉教授（* 1931年）[123]
- 6月24日 - 萱沼俊夫、日本の政治家、元山梨県富士吉田市長（* 1935年?）[124]
- 6月24日 - 萩島宏、日本の実業家、萩島商事（現・アイア）創業者・代表取締役社長（* 1945年）[125]
- 6月24日 - ベニグノ・アキノ3世、フィリピンの政治家、第15代大統領（* 1960年）[126]
- 6月25日 - 栃折久美子、日本の装幀家、製本工芸家、エッセイスト（* 1928年）[127]
- 6月25日 - ジャック・イングラム（英語版）、アメリカ合衆国のNASCARレーシングドライバー、1982年・85年ブッシュ・シリーズ王者（* 1936年）[128]
- 6月25日 - オルガ・バルネット（ロシア語版）、ロシアの女優（* 1951年）[129]
- 6月25日 - ウエス・マディコ、カメルーンのミュージシャン（* 1964年）[130]
- 6月26日 - ミール・ハザール・カーン・コーソー（英語版）、パキスタンの政治家、元暫定首相、元バローチスターン州知事代行（* 1929年）[131]
- 6月26日 - マイク・グラベル、アメリカ合衆国の政治家、元上院議員（* 1930年）[132]
- 6月26日 - ピーター・ジノヴィエフ（英語版）、イギリスの電子楽器技術者、作曲家（* 1933年）[133]
- 6月26日 - ジョン・ハッセル、アメリカ合衆国のトランペット奏者、作曲家（* 1937年）[134]
- 6月26日 - フレデリック・ジェフスキー、アメリカ合衆国のピアニスト、作曲家（* 1938年）[135]
- 6月26日 - 中田政子、日本の平和運動家、神戸空襲を記録する会前代表（* 1945年）[136]
- 6月26日 - 土岐英史、日本のジャズサックス奏者、ミュージシャン（* 1950年）[137]
- 6月26日 - 和田圭、日本のジャーナリスト、元フジテレビ解説委員（* 1952年）[138]
- 6月26日 - ジョニー・ソーリンガー（英語版）、アメリカ合衆国のシンガーソングライター、元スキッド・ロウメンバー（* 1965年）[139]
- 6月26日 - アブダレラ・ハルーン、スーダン出身のカタールの陸上競技選手、2017年世界陸上400m銅メダリスト（* 1997年）[140]
- 6月27日 - 瓜生正美、日本の劇作家、演出家、元青年劇場代表（* 1924年）[141]
- 6月27日 - 七嶋鷗舟、日本の書家（* 1930年?）[142]
- 6月27日 - 姜景山（中国語版）、中華人民共和国の航空宇宙工学者、中国科学院宇宙空間研究センター所長（* 1932年）[143]
- 6月27日 - 石井真一、日本の実業家、元リコーリース社長（* 1938年?）[144]
- 6月27日 - 中西宏明、日本の実業家、元日立製作所社長、第5代日本経済団体連合会会長（* 1946年）[145]
- 6月28日 - 山田拓民、日本の平和活動家、元高校教師、元長崎原爆被災者協議会事務局長（* 1931年）[146]
- 6月28日 - バートン・グリーン、アメリカ合衆国のジャズ・ピアニスト（* 1937年）[147]
- 6月28日 - グレッグ・ノル（英語版）、アメリカ合衆国のサーファー（* 1937年）[148]
- 6月28日 - ポール・クーラック（英語版）、フランスの作曲家（* 1943年）[149]
- 6月28日 - 大隅多一郎、日本の実業家、元日鉄海運（現NSユナイテッド海運）社長（* 1942年）[150]
- 6月28日 - メネリク・シャバズ（英語版）、バルバドス出身のイギリスの映画監督（* 1954年）[151]
- 6月28日 - セルヒオ・ビクトル・パルマ（英語版）、アルゼンチンの元プロボクサー、元WBA世界スーパーバンタム級王者（* 1956年）[152]
- 6月29日 - デリア・フィアロ（英語版）、キューバの作家、脚本家（* 1924年）[153]
- 6月29日 - 平山三郎、日本の実業家、元ニッポン放送社長（* 1926年）[154]
- 6月29日 - ドナルド・ラムズフェルド、アメリカ合衆国の元海軍軍人、政治家〈第13代・21代国防長官〉（* 1932年）[155]
- 6月29日 - 木村義徳、日本の将棋棋士（* 1935年）[156]
- 6月29日 - スチュアート・ダノン（英語版）、アメリカ合衆国の俳優（* 1937年）[157]
- 6月29日 - 堀忠雄、日本の心理学者、広島大学名誉教授（* 1944年）[158]
- 6月29日 - アルバノ・アンドラージ、ポルトガルのスーパーセンテナリアン(* 1909年)[159]
- 6月29日 - ジョン・ロートン、イギリスの歌手、元ルシファーズ・フレンド／ユーライア・ヒープメンバー（* 1946年）[160]
- 6月29日から30日 - ボンフォー・アッバス、トーゴの政治家、元国会副議長、元暫定大統領（* 1948年）[161]
- 6月29日 - 金才允（朝鮮語版）、大韓民国の政治家、元国会議員（* 1965年）[162]
- 6月29日 - 中村隆、日本のアニメーション美術監督（* 1962年）[163]
- 6月30日 - ジャネット・モロー（英語版）、アメリカ合衆国の元陸上競技選手、1952年ヘルシンキオリンピック女子4x100mリレー金メダリスト（* 1927年）[164]
- 6月30日 - 日根文男、日本の工業電気化学者、名古屋工業大学名誉教授（* 1927年）[165]
- 6月30日 - 松原史明、日本の作詞家、構成作家、舞台演出家（* 1932年）[166]
- 6月30日 - 金子隆一、日本の写真評論家（* 1948年）[167][168]
- 6月30日 - 増山法恵、日本の漫画原作者、小説家（* 1950年）[169]
- 6月30日 - 大島康徳、日本の元プロ野球選手【中日ドラゴンズ・日本ハムファイターズ所属】、元日本ハムファイターズ監督（* 1950年）[170]